# Robert Hirsch
Robert Hirsch (L'Isle-Adam, 26 luglio 1925 – Parigi, 16 novembre 2017) è stato un attore francese, vincitore nel 1990 del Premio César per il migliore attore non protagonista.

## Biografia
Di origine ebraica, il padre era proprietario di una sala cinematografica, e da giovane Hirsch rimase affascinato dal cinema statunitense che lo avvicinò allo studio delle arti drammatiche. Allo scoppio della seconda guerra mondiale si rifugiò con la famiglia a Montmorillon dove intraprese lo studio della danza. Al termine del conflitto si trasferì a Parigi dove venne ingaggiato dall'Opéra che lasciò dopo poco tempo per dedicarsi alla recitazione. Nel 1948 divenne membro della Comédie-Française, con cui collaborò assiduamente fino agli anni settanta, divenendo membro onorario. Nel 1951 il suo debutto cinematografico, che alternò all'attività teatrale fino a pochi anni dalla sua morte.

## Filmografia
- Le Dindon, regia di Claude Barma (1951)
- Versailles, regia di Sacha Guitry (1954)
- Les Intrigantes, regia di Henri Decoin (1954)
- Notre-Dame de Paris, regia di Jean Delannoy (1956)
- Miss spogliarello (En effeuillant la marguerite), regia di Marc Allégret (1956)
- Maigret e il caso Saint-Fiacre (Maigret et l'affaire Saint-Fiacre), regia di Jean Delannoy (1959)
- Desideri nel sole (Adieu Philippine), regia di Jacques Rozier (1962)
- Di sabato mai! (Pas question le samedi), regia di Alex Joffé (1964)
- Toutes folles de lui, regia di Norbert Carbonnaux (1967)
- L'uomo che uccideva a sangue freddo (Traitement de choc), regia di Alain Jessua (1973)
- Hiver 54, l'abbé Pierre, regia di Denis Amar (1989)
- Mon homme, regia di Bertrand Blier (1996)
- Une affaire privée - Una questione privata (Une affaire privée), regia di Guillaume Nicloux (2002)

## Doppiatori italiani
- Giuseppe Rinaldi in Notre-Dame de Paris
- Nando Gazzolo in Miss spogliarello
- Cesare Barbetti in L'uomo che uccideva a sangue freddo

## Riconoscimenti
- Premio César
  - 1990 – Migliore attore non protagonista per Hiver 54, l'abbé Pierre